# Taumacera deusta
Taumacera deusta là một loài bọ cánh cứng trong họ Chrysomelidae. Loài này được Thunberg miêu tả khoa học năm 1814.